# Participantes do Giro de Itália de 2013
Os corredores que fizeram parte do Giro d'Italia de 2013 foram os seguintes:
| Garmin-Sharp GRS | Garmin-Sharp GRS      | Garmin-Sharp GRS |
| ---------------- | --------------------- | ---------------- |
| Num              | Ciclista              | Pos              |
| 1                | Ryder Hesjedal        | NP-13            |
| 2                | Thomas Danielson      | 49º              |
| 3                | Thomas Dekker         | 136º             |
| 4                | Nathan Haas           | AB-16            |
| 5                | Robert Hunter         | 141º             |
| 6                | David Milhar          | AB-14            |
| 7                | Ramūnas Navardauskas  | 87º              |
| 8                | Peter Stetina         | 52º              |
| 9                | Christian Vande Velde | 110º             |

| Ag2r La Mondiale ALM | Ag2r La Mondiale ALM | Ag2r La Mondiale ALM |
| -------------------- | -------------------- | -------------------- |
| Num                  | Ciclista             | Pos                  |
| 11                   | Domenico Pozzovivo   | 10º                  |
| 12                   | Davide Appollonio    | 168º                 |
| 13                   | Manuel Belletti      | 144º                 |
| 14                   | Julien Bérard        | NP-8                 |
| 15                   | Carlos Betancur      | 5º                   |
| 16                   | Guillaume Bonnafond  | 107º                 |
| 17                   | Hubert Dupont        | 32º                  |
| 18                   | Ben Gastauer         | 51º                  |
| 19                   | Sylvain Georges      | NP-11                |

| Androni Giocattoli-Venezuela AND | Androni Giocattoli-Venezuela AND | Androni Giocattoli-Venezuela AND |
| -------------------------------- | -------------------------------- | -------------------------------- |
| Num                              | Ciclista                         | Pos                              |
| 21                               | Franco Pellizotti                | 11º                              |
| 22                               | Giairo Ermeti                    | 151º                             |
| 23                               | Fabio Felline                    | 43º                              |
| 24                               | Mattia Gavazzi                   | EX-16                            |
| 25                               | Tomás Gil                        | AB-9                             |
| 26                               | Jackson Rodríguez                | 50º                              |
| 27                               | Diego Rosa                       | 23º                              |
| 28                               | Miguel Ángel Rubiano             | 45º                              |
| 29                               | Emanuele Sella                   | 58º                              |

| Astana AST | Astana AST         | Astana AST |
| ---------- | ------------------ | ---------- |
| Num        | Ciclista           | Pos        |
| 31         | Vincenzo Nibali    | 1º         |
| 32         | Valerio Agnoli     | 39º        |
| 33         | Fabio Aru          | 42º        |
| 34         | Dmitriy Gruzdev    | 146º       |
| 35         | Tanel Kangert      | 14º        |
| 36         | Fredrik Kessiakoff | 90º        |
| 37         | Paolo Tiralongo    | 99º        |
| 38         | Alessandro Vanotti | AB-14      |
| 39         | Andrey Zeits       | 106º       |

| Bardiani Valvole-CSF Inox BAR | Bardiani Valvole-CSF Inox BAR | Bardiani Valvole-CSF Inox BAR |
| ----------------------------- | ----------------------------- | ----------------------------- |
| Num                           | Ciclista                      | Pos                           |
| 41                            | Sacha Modolo                  | 125º                          |
| 42                            | Enrico Battaglin              | AB-14                         |
| 43                            | Nicola Boem                   | 137º                          |
| 44                            | Francesco Bongiorno           | 71º                           |
| 45                            | Marco Canola                  | 139º                          |
| 46                            | Sonny Colbrelli               | 89º                           |
| 47                            | Stefano Locatelli             | 102º                          |
| 48                            | Stefano Pirazzi               | 44º                           |
| 49                            | Edoardo Zardini               | 138º                          |

| Blanco BLA | Blanco BLA         | Blanco BLA |
| ---------- | ------------------ | ---------- |
| Num        | Ciclista           | Pos        |
| 51         | Robert Gesink      | NP-20      |
| 52         | Jack Bobridge      | NP-14      |
| 53         | Stef Clement       | 48º        |
| 54         | Juan Manuel Gárate | 31º        |
| 55         | Wilco Kelderman    | 17º        |
| 56         | Steven Kruijswijk  | 26º        |
| 57         | Paul Martens       | 63º        |
| 58         | Maarten Tjallingii | 131º       |
| 59         | Maarten Wynants    | AB-16      |

| BMC Racing BMC | BMC Racing BMC   | BMC Racing BMC |
| -------------- | ---------------- | -------------- |
| Num            | Ciclista         | Pos            |
| 61             | Cadel Evans      | 3º             |
| 62             | Adam Blythe      | 167º           |
| 63             | Steve Cummings   | 149º           |
| 64             | Klaas Lodewyck   | NP-7           |
| 65             | Steve Morabito   | 34º            |
| 66             | Daniel Oss       | 140º           |
| 67             | Taylor Phinney   | AB-16          |
| 68             | Ivan Santaromita | 30º            |
| 69             | Danilo Wyss      | 84º            |

| Cannondale CAN | Cannondale CAN       | Cannondale CAN |
| -------------- | -------------------- | -------------- |
| Num            | Ciclista             | Pos            |
| 71             | Damiano Caruso       | 19º            |
| 72             | Tiziano Dall'Antonia | 113º           |
| 73             | Paolo Longo Borghini | 67º            |
| 74             | Alan Marangoni       | 114º           |
| 75             | Fabio Sabatini       | 93º            |
| 76             | Cristiano Salerno    | 86º            |
| 77             | Cayetano Sarmiento   | 91º            |
| 78             | Elia Viviani         | 119º           |
| 79             | Cameron Wurf         | 128º           |

| Colombia COL | Colombia COL      | Colombia COL |
| ------------ | ----------------- | ------------ |
| Num          | Ciclista          | Pos          |
| 81           | Darwin Atapuma    | 18º          |
| 82           | Edwin Ávila       | 164º         |
| 83           | Robinson Chalapud | 94º          |
| 84           | Fabio Duarte      | 28º          |
| 85           | Leonardo Duque    | 79º          |
| 86           | Wilson Marentes   | 162º         |
| 87           | Dalivier Ospina   | AB-12        |
| 88           | Jarlinson Pântano | 46º          |
| 89           | Carlos Quintero   | AB-10        |

| Euskaltel Euskadi EUS | Euskaltel Euskadi EUS | Euskaltel Euskadi EUS |
| --------------------- | --------------------- | --------------------- |
| Num                   | Ciclista              | Pos                   |
| 91                    | Samuel Sánchez        | 12º                   |
| 92                    | Jorge Azanza          | 33º                   |
| 93                    | Egoi Martínez         | 22º                   |
| 94                    | Ricardo Mestre        | 145º                  |
| 95                    | Miguel Mínguez        | 166º                  |
| 96                    | Ioannis Tamouridis    | 152º                  |
| 97                    | Pablo Urtasun         | AB-5                  |
| 98                    | Gorka Verdugo         | 64º                   |
| 99                    | Robert Vrečer         | 92º                   |

| FDJ | FDJ               | FDJ   |
| --- | ----------------- | ----- |
| Num | Ciclista          | Pos   |
| 100 | Nacer Bouhanni    | NP-13 |
| 101 | Sandy Casar       | NP-4  |
| 102 | Murilo Fischer    | 147º  |
| 103 | Arnold Jeannesson | AB-9  |
| 104 | Johan Le Bon      | 115º  |
| 105 | Francis Mourey    | 20º   |
| 106 | Laurent Pichon    | 163º  |
| 107 | Dominique Rollin  | 75º   |
| 109 | Anthony Roux      | AB-16 |

| Katusha KAT | Katusha KAT       | Katusha KAT |
| ----------- | ----------------- | ----------- |
| Num         | Ciclista          | Pos         |
| 111         | Luca Paolini      | 59º         |
| 112         | Maxim Belkov      | FC-18       |
| 113         | Pavel Brutt       | 103º        |
| 114         | Giampaolo Caruso  | 41º         |
| 115         | Vladimir Gusev    | 65º         |
| 116         | Petr Ignatenko    | 40º         |
| 117         | Dmitry Kozontchuk | AB-16       |
| 118         | Yury Trofimov     | 13º         |
| 119         | Ángel Vicioso     | NP-10       |

| Lampre-Merida LAM | Lampre-Merida LAM   | Lampre-Merida LAM |
| ----------------- | ------------------- | ----------------- |
| Num               | Ciclista            | Pos               |
| 121               | Michele Scarponi    | 4º                |
| 122               | Mattia Cattaneo     | AB-7              |
| 123               | Kristijan Đurasek   | 68º               |
| 124               | Roberto Ferrari     | 150º              |
| 125               | Przemysław Niemiec  | 6º                |
| 126               | Daniele Pietropolli | 80º               |
| 127               | Filippo Pozzato     | 120º              |
| 128               | José Serpa          | 27º               |
| 129               | Simone Stortoni     | 56º               |

| Lotto-Belisol LTB | Lotto-Belisol LTB | Lotto-Belisol LTB |
| ----------------- | ----------------- | ----------------- |
| Num               | Ciclista          | Pos               |
| 131               | Lars Ytting Bak   | 95º               |
| 132               | Dirk Bellemakers  | 111º              |
| 133               | Brian Bulgaç      | 135º              |
| 134               | Francis De Greef  | 21º               |
| 135               | Kenny Dehaes      | 156º              |
| 136               | Gert Dockx        | 104º              |
| 137               | Adam Hansen       | 72º               |
| 138               | Vicente Reynés    | 109º              |
| 139               | Frederik Willems  | 117º              |

| Movistar MOV | Movistar MOV      | Movistar MOV |
| ------------ | ----------------- | ------------ |
| Num          | Ciclista          | Pos          |
| 141          | Eros Capecchi     | 70º          |
| 142          | Juan José Cobo    | 116º         |
| 143          | Alex Dowsett      | 148º         |
| 144          | José Herrada      | 24º          |
| 145          | Beñat Intxausti   | 8º           |
| 146          | Vladimir Karpets  | 47º          |
| 147          | Pablo Lastras     | 85º          |
| 148          | Francisco Ventoso | 66º          |
| 149          | Giovanni Visconti | 35º          |

| Omega Pharma-Quick Step OPQ | Omega Pharma-Quick Step OPQ | Omega Pharma-Quick Step OPQ |
| --------------------------- | --------------------------- | --------------------------- |
| Num                         | Ciclista                    | Pos                         |
| 151                         | Mark Cavendish              | 127º                        |
| 152                         | Gianluca Brambilla          | 105º                        |
| 153                         | Michał Gołaś                | 62º                         |
| 154                         | Iljo Keisse                 | 159º                        |
| 155                         | Serge Pauwels               | 77º                         |
| 156                         | Jérôme Pineau               | 124º                        |
| 157                         | Gert Steegmans              | NP-14                       |
| 158                         | Matteo Trentin              | 118º                        |
| 159                         | Julien Vermote              | 132º                        |

| Orica-GreenEDGE OGE | Orica-GreenEDGE OGE | Orica-GreenEDGE OGE |
| ------------------- | ------------------- | ------------------- |
| Num                 | Ciclista            | Pos                 |
| 161                 | Matthew Goss        | AB-16               |
| 162                 | Luke Durbridge      | 142º                |
| 163                 | Leigh Howard        | NP-7                |
| 164                 | Jens Keukeleire     | 74º                 |
| 165                 | Brett Lancaster     | 121º                |
| 166                 | Christian Meier     | 143º                |
| 167                 | Jens Mouris         | 160º                |
| 168                 | Svein Tuft          | 154º                |
| 169                 | Pieter Weening      | 38º                 |

| RadioShack Leopard RLT | RadioShack Leopard RLT | RadioShack Leopard RLT |
| ---------------------- | ---------------------- | ---------------------- |
| Num                    | Ciclista               | Pos                    |
| 171                    | George Bennett         | 122º                   |
| 172                    | Danilo Hondo           | 96º                    |
| 173                    | Robert Kiserlovski     | 15º                    |
| 174                    | Tiago Machado          | 36º                    |
| 175                    | Giacomo Nizzolo        | 130º                   |
| 176                    | Nelson Oliveira        | 81º                    |
| 177                    | Yaroslav Popovych      | 133º                   |
| 178                    | Hayden Roulston        | NP-17                  |
| 179                    | Jesse Sergent          | 153º                   |

| Sky SKY # | Sky SKY #           | Sky SKY # |
| --------- | ------------------- | --------- |
| Num       | Ciclista            | Pos       |
| 181       | Bradley Wiggins     | NP-13     |
| 182       | Dario Cataldo       | 57º       |
| 183       | Sergio Henao        | 16º       |
| 184       | Christian Knees     | 60º       |
| 185       | Danny Pate          | 134º      |
| 186       | Salvatore Puccio    | 73º       |
| 187       | Kanstantsín Siutsou | 37º       |
| 188       | Rigoberto Urán      | 2º        |
| 189       | Xabier Zandio       | 82º       |

| Argos-Shimano ARG | Argos-Shimano ARG | Argos-Shimano ARG |
| ----------------- | ----------------- | ----------------- |
| Num               | Ciclista          | Pos               |
| 191               | John Degenkolb    | NP-10             |
| 192               | Thomas Damuseau   | 53º               |
| 193               | Bert De Backer    | 157º              |
| 194               | Koen de Kort      | 78º               |
| 195               | Patrick Gretsch   | 69º               |
| 196               | Cheng Ji          | NP-6              |
| 197               | Tobias Ludvigsson | 112º              |
| 198               | Luka Mezgec       | 123º              |
| 199               | Albert Timmer     | 129º              |

| Saxo-Tinkoff TST | Saxo-Tinkoff TST | Saxo-Tinkoff TST |
| ---------------- | ---------------- | ---------------- |
| Num              | Ciclista         | Pos              |
| 201              | Rafał Majka      | 7º               |
| 202              | Daniele Bennati  | NP-14            |
| 203              | Manuele Boaro    | 100º             |
| 204              | Matti Breschel   | NP-12            |
| 205              | Mads Christensen | 126º             |
| 206              | Karsten Kroon    | NP-14            |
| 207              | Yevgeni Petrov   | 25º              |
| 208              | Bruno Pires      | 61º              |
| 209              | Rory Sutherland  | 97º              |

| Vacansoleil-DCM VCD | Vacansoleil-DCM VCD | Vacansoleil-DCM VCD |
| ------------------- | ------------------- | ------------------- |
| Num                 | Ciclista            | Pos                 |
| 211                 | Marco Marcato       | 76º                 |
| 212                 | Grega Bole          | AB-20               |
| 213                 | Martijn Keizer      | 101º                |
| 214                 | Maurits Lammertink  | 155º                |
| 215                 | Pim Ligthart        | 161º                |
| 216                 | Rob Ruijgh          | 54º                 |
| 217                 | Rafael Valls        | 29º                 |
| 218                 | Frederik Veuchelen  | 83º                 |
| 219                 | Willem Wauters      | 158º                |

| Vini Fantini-Selle Italia VIN | Vini Fantini-Selle Italia VIN | Vini Fantini-Selle Italia VIN |
| ----------------------------- | ----------------------------- | ----------------------------- |
| Num                           | Ciclista                      | Pos                           |
| 221                           | Stefano Garzelli              | 108º                          |
| 222                           | Rafael Andriato               | 165º                          |
| 223                           | Francesco Chicchi             | NP-9                          |
| 224                           | Danilo Di Luca                | EX-19                         |
| 225                           | Oscar Gatto                   | 98º                           |
| 226                           | Alessandro Proni              | 88º                           |
| 227                           | Matteo Rabottini              | 55º                           |
| 228                           | Mauro Santambrogio            | 9º                            |
| 229                           | Fabio Taborre                 | AB-10                         |

| Legenda | Legenda | Legenda | Legenda                                                                                                |
| ------- | --- | ------- | --- |
| Num     | Dorsal da cada ciclista                                                                                     | Pos     | Posição final na classificação geral                                                                   |
|         | Indica o vencedor do Giro de Itália                                                                         |         | Indica o vencedor da classificação da montanha                                                         |
|         | Indica o vencedor da classificação por pontos                                                               |         | Incdica o vencedor da classificação dos jovens                                                         |
| #       | Indica a melhor equipa                                                                                      | NP      | Indica o ciclista que não tomou a saída de uma etapa, seguido do número de etapa na que se retirou     |
| AB      | Indica que o ciclista não acabou uma etapa, seguido do número de etapa na que se retirou                    | FC      | Indica um ciclista que terminou a etapa fora de controle, seguido do número de etapa na que se retirou |
| EX      | Ciclista excluído da competição por não cumprir o regulamento, seguido do número de etapa na que se retirou |         | |